# Джакупов, Мурат Алиевич
Мурат Алиевич Джакупов (род. 2 ноября 2001, Черкесск) — российский и казахстанский борец вольного стиля, Мастер спорта международного класса (вольная борьба), в настоящее время выступает за сборную Казахстана.

## Биография
Родился 2 ноября 2001 года в Черкесске (Карачаево-Черкесия), живёт и тренируется в Карачаевске.

## Спортивные достижения
- 2020 — бронзовый призёр Первенство России 2020 среди юниоров до 21 года
- 2021 — серебряный призёр V летняя Спартакиады молодежи (юниоров) по вольной борьбе. Новочебоксарск.[1]
- 2021 — победитель II этапа V летней Спартакиады молодежи Россий. Владикавказ.[2]
- 2023 — Бронзовый призёр Чемпионата Казахстана
- 2023 — бронзовый призёр Первенство Казахстана-U23
- 2023 — серебряный призёр Международного 25-го кубка Степан Саргсян в Армений
- 2024 — бронзовый призёр Чемпионата Казахстана
- 2024 — серебряный призёр Игр Стран Брикс 2024